# Emrah Ormanoğlu
Emrah Ormanoğlu (1999) è un lottatore turco, specializzato nella lotta libera.

## Biografia
Ha rappresentato la Turchia agli europei di Varsavia 2021, dove si è classificato all'ottavo posto. Agli europei under 23 di Skopje 2021 ha vinto il bronzo. Ai mondiali di Oslo 2021 si è classificato nono, dopo essere strato estromesso dal tabellone principale dal rappresentante della Federazione russa di lotta Abasgadži Magomedov, poi vincitore del torneo; ai ripescaggi ha perso contro il mongolo Tümenbilegiin Tüvshintulga.

## Palmarès
| Anno | Manifestazione | Sede     | Evento | Risultato | Note |
| ---- | -------------- | -------- | ------ | --------- | ---- |
| 2021 | Europei        | Varsavia | 61 kg  | 11º       |      |
| 2021 | Europei U23    | Skopje   | 61 kg  | Bronzo    |      |
| 2021 | Mondiali       | Oslo     | 61 kg  | 9º        |      |

## Altre competizioni internazionali
2019
- Bronzo nei 61 kg al RS - Yasar Dogu ( Istanbul)
- 7º nei 61 kg all'Alexander Medved Prizes ( Minsk)